# Ліга націй УЄФА 2018—2019 (Ліга D)
Ліга націй УЄФА 2018—2019 — Ліга D (англ. 2018–19 UEFA Nations League D) — найнижчий четвертий дивізіон Ліги націй УЄФА 2018—2019, що відбувся за участю чоловічих збірних команд 16 членів асоціацій УЄФА.

## Формат
Ліга D складається з 16 збірних, які були розділені на чотири групи по чотири команди. Переможці кожної групи будуть підвищені до Ліги С Ліги націй 2020-21.
Крім того, з Ліги D буде виділено одне місце на Євро-2020, за яке поборяться 4 кращі команди кожного дивізіону з числа тих збірних, що не змогли пройти основну кваліфікацію Євро, що розіграють путівки між собою за олімпійською системою в березні 2020 року. Путівки у цей плей-оф спочатку будуть надані переможцям груп, але якщо якийсь з переможців груп вже кваліфікувався на Євро-2020 через основну кваліфікацію, то путівка буде надана наступній кращій команді з цього дивізіону тощо. Якщо у Лізі D буде менше чотирьох команд, які ще не кваліфікувалися на Євро-2020 через основну кваліфікацію, путівка буде надана найкращій команді у загальному рейтингу. Плей-оф складатимуться з одноматчевих півфіналів (найкраща проти четвертої; друга проти третьої; найкраща і друга команди - господарі матчів) і одноматчевого фіналу (місце проведення буде визначено заздалегідь між переможцем півфіналу 1 чи 2)..

## Учасники

Карта ліг, в яких бере участь кожна національна команда.
Ліга D

Національні збірні УЄФА з 40 по 55 відповідно до коефіцієнтів національних збірних УЄФА після закінчення європейської кваліфікації Чемпіонату світу 2018 року (не включаючи плей-оф) отримали право взяти участь у Лізі D Кошики для жеребкування були оголошені 7 грудня 2017 року
| Кошик | Збірна             | Коеф   | Місце |
| ----- | ------------------ | ------ | ----- |
| 1     | Азербайджан        | 17,761 | 40    |
| 1     | Північна Македонія | 17,071 | 41    |
| 1     | Білорусь           | 16,868 | 42    |
| 1     | Грузія             | 16,523 | 43    |
| 2     | Вірменія           | 15,846 | 44    |
| 2     | Латвія             | 15,821 | 45    |
| 2     | Фарерські острови  | 15,490 | 46    |
| 2     | Люксембург         | 14,231 | 47    |
| 3     | Казахстан          | 13,431 | 48    |
| 3     | Молдова            | 13,130 | 49    |
| 3     | Ліхтенштейн        | 10,950 | 50    |
| 3     | Мальта             | 10,870 | 51    |
| 4     | Андорра            | 10,240 | 52    |
| 4     | Косово             | 9,950  | 53    |
| 4     | Сан-Марино         | 8,190  | 54    |
| 4     | Гібралтар          | 7,550  | 55    |

З політичних міркувань, Вірменія та Азербайджан (через Карабаський конфлікт) не могли бути включені до однієї групи. У зв'язку з надмірними витратами на пересування будь-яка група могла містити максимум одну з таких пар: Андорра та Казахстан, Фарерські острови та Казахстан, Гібралтар та Казахстан, Гібралтар та Азербайджан.

## Груповий етап
Жеребкування групового етапу відбулося 24 січня 2018 року в 12:00 CET у SwissTech Convention Center у Лозанні, Швейцарія.
Зазначено час в CET/CEST, як вказано в УЄФА (якщо місцевий час є відмінним, то він вказаний в круглих дужках).

### Група 1
| Поз | Команда   | І | В | Н | П | ГЗ | ГП | РГ  | О  | Підвищення     |     | Грузія | Казахстан | Латвія | Андорра |
| --- | --------- | - | - | - | - | -- | -- | --- | -- | -------------- | --- | ------ | --------- | ------ | ------- |
| 1   | Грузія    | 6 | 5 | 1 | 0 | 12 | 2  | +10 | 16 | Вихід у Лігу C |     | —      | 2–1       | 1–0    | 3–0     |
| 2   | Казахстан | 6 | 1 | 3 | 2 | 8  | 7  | +1  | 6  | Вихід у Лігу C |     | 0–2    | —         | 1–1    | 4–0     |
| 3   | Латвія    | 6 | 0 | 4 | 2 | 2  | 6  | −4  | 4  |                |     | 0–3    | 1–1       | —      | 0–0     |
| 4   | Андорра   | 6 | 0 | 4 | 2 | 2  | 9  | −7  | 4  |                | 1–1 | 1–1    | 0–0       | —      |         |

| 6 вересня 2018 16:00 (20:00 UTC+6) |

| Казахстан | 0 – 2    | Грузія                        |
| --------- | -------- | ----------------------------- |
|           | Протокол | Чакветадзе 69' Малий 74' (аг) |

| Астана Арена, Астана Глядачів: 28 736 Арбітр: Халіл Умут Мелер (Туреччина) |

| 6 вересня 2018 20:45 (21:45 UTC+3) |

| Латвія | 0 – 0    | Андорра |
| ------ | -------- | ------- |
|        | Протокол |         |

| Даугава, Рига Глядачів: 4 803 Арбітр: Кейт Кеннеді (Північна Ірландія) |

| 9 вересня 2018 18:00 (20:00 UTC+4) |

| Грузія                | 1 – 0    | Латвія |
| --------------------- | -------- | ------ |
| Окріашвілі 77' (пен.) | Протокол |        |

| Динамо Арена імені Бориса Пайчадзе, Тбілісі Глядачів: 45 716 Арбітр: Анастасіос Папапетру (Греція) |

| 10 вересня 2018 20:45 |

| Андорра   | 1 – 1    | Казахстан      |
| --------- | -------- | -------------- |
| Алаез 86' | Протокол | Логвиненко 68' |

| Естаді Насьйональ, Андорра-ла-Велья Глядачів: 1 235 Арбітр: Вільялмур Торарінссон (Ісландія) |

| 13 жовтня 2018 18:00 (20:00 UTC+4) |

| Грузія                            | 3 – 0    | Андорра |
| --------------------------------- | -------- | ------- |
| Казаїшвілі 33', 84' Канкава 90+5' | Протокол |         |

| Динамо Арена імені Бориса Пайчадзе, Тбілісі Глядачів: 35 214 Арбітр: Леонтіос Тратту (Кіпр) |

| 13 жовтня 2018 18:00 (19:00 UTC+3) |

| Латвія          | 1 – 1    | Казахстан       |
| --------------- | -------- | --------------- |
| Карашаускас 40' | Протокол | Зайнутдінов 16' |

| Даугава, Рига Глядачів: 4 878 Арбітр: Гаральд Лехнер (Австрія) |

| 16 жовтня 2018 16:00 (20:00 UTC+6) |

| Казахстан                                               | 4 – 0    | Андорра |
| ------------------------------------------------------- | -------- | ------- |
| Сейдахмет 21' Турисбек 39' Гомес 61' (аг) Муртазаєв 74' | Протокол |         |

| Астана Арена, Астана Глядачів: 19 854 Арбітр: Сергій Бойко (Україна) |

| 16 жовтня 2018 20:45 (21:45 UTC+3) |

| Латвія | 0 – 3    | Грузія                               |
| ------ | -------- | ------------------------------------ |
|        | Протокол | Канкава 8' Гвілія 29' Чакветадзе 61' |

| Даугава, Рига Глядачів: 3 185 Арбітр: Петр Арделеану (Чехія) |

| 15 листопада 2018 16:00 (21:00 UTC+6) |

| Казахстан    | 1 – 1    | Латвія     |
| ------------ | -------- | ---------- |
| Суюмбаєв 37' | Протокол | Ракелс 49' |

| Астана Арена, Астана Глядачів: 21 463 Арбітр: Йенс Маее (Данія) |

| 15 листопада 2018 20:45 |

| Андорра         | 1 – 1    | Грузія        |
| --------------- | -------- | ------------- |
| К. Мартінес 63' | Протокол | Чакветадзе 9' |

| Естаді Насьйональ, Андорра-ла-Велья Глядачів: 1 311 Арбітр: Раду Петреску (Румунія) |

| 19 листопада 2018 18:00 |

| Андорра | 0 – 0    | Латвія |
| ------- | -------- | ------ |
|         | Протокол |        |

| Естаді Насьйональ, Андорра-ла-Велья Глядачів: 1 021 Арбітр: Халіл Умут Мелер (Туреччина) |

| 19 листопада 2018 18:00 (21:00 UTC+4) |

| Грузія                         | 2 – 1    | Казахстан    |
| ------------------------------ | -------- | ------------ |
| Мерабішвілі 59' Чакветадзе 84' | Протокол | Оміртаєв 90' |

| Динамо Арена імені Бориса Пайчадзе, Тбілісі Глядачів: 52 220 Арбітр: Тьягу Мартінш (Португалія) |

### Група 2
| Поз | Команда    | І | В | Н | П | ГЗ | ГП | РГ  | О  | Підвищення     |  | Білорусь | Люксембург | Молдова | Сан-Марино |
| --- | ---------- | - | - | - | - | -- | -- | --- | -- | -------------- |  | -------- | ---------- | ------- | ---------- |
| 1   | Білорусь   | 6 | 4 | 2 | 0 | 10 | 0  | +10 | 14 | Вихід у Лігу C |  | —        | 1–0        | 0–0     | 5–0        |
| 2   | Люксембург | 6 | 3 | 1 | 2 | 11 | 4  | +7  | 10 | Вихід у Лігу C |  | 0–2      | —          | 4–0     | 3–0        |
| 3   | Молдова    | 6 | 2 | 3 | 1 | 4  | 5  | −1  | 9  | Вихід у Лігу C |  | 0–0      | 1–1        | —       | 2–0        |
| 4   | Сан-Марино | 6 | 0 | 0 | 6 | 0  | 16 | −16 | 0  |                |  | 0–2      | 0–3        | 0–1     | —          |

| 8 вересня 2018 18:00 (19:00 UTC+3) |

| Білорусь                                                     | 5 – 0    | Сан-Марино |
| ------------------------------------------------------------ | -------- | ---------- |
| Стасевич 4' Драгун 26', 87' Сарока 67' (пен.) Ковальов 90+1' | Протокол |            |

| Динамо, Мінськ Глядачів: 13 634 Арбітр: Сандро Шерер (Швейцарія) |

| 8 вересня 2018 20:45 |

| Люксембург                                 | 4 – 0    | Молдова |
| ------------------------------------------ | -------- | ------- |
| Мальже 34' Тіль 60' Сінані 75' Мартінш 83' | Протокол |         |

| Жозі Бартель, Люксембург Глядачів: 2 956 Арбітр: Роб Гарві (Ірландія) |

| 11 вересня 2018 20:45 |

| Сан-Марино | 0 – 3    | Люксембург                      |
| ---------- | -------- | ------------------------------- |
|            | Протокол | Шано 9' Жоакім 45+1' Сінані 52' |

| Сан-Марино Стедіум, Серравалле Глядачів: 794 Арбітр: Філіп Глова (Словенія) |

| 11 вересня 2018 20:45 (21:45 UTC+3) |

| Молдова | 0 – 0    | Білорусь |
| ------- | -------- | -------- |
|         | Протокол |          |

| Зімбру, Кишинів Глядачів: 4 942 Арбітр: Маріо Зебеч (Хорватія) |

| 12 жовтня 2018 20:45 (21:45 UTC+3) |

| Білорусь   | 1 – 0    | Люксембург |
| ---------- | -------- | ---------- |
| Сарока 43' | Протокол |            |

| Динамо, Мінськ Глядачів: 14 122 Арбітр: Алі Палабийик (Туреччина) |

| 12 жовтня 2018 20:45 (21:45 UTC+3) |

| Молдова          | 2 – 0    | Сан-Марино |
| ---------------- | -------- | ---------- |
| Гинсарі 31', 67' | Протокол |            |

| Зімбру, Кишинів Глядачів: 5 242 Арбітр: Брин Маркхем-Джонс (Уельс) |

| 15 жовтня 2018 20:45 (21:45 UTC+3) |

| Білорусь | 0 – 0    | Молдова |
| -------- | -------- | ------- |
|          | Протокол |         |

| Динамо, Мінськ Глядачів: 10 870 Арбітр: Кевін Клансі (Шотландія) |

| 15 жовтня 2018 20:45 |

| Люксембург                         | 3 – 0    | Сан-Марино |
| ---------------------------------- | -------- | ---------- |
| Тюрпель 4' Сінані 65' В. Тілль 73' | Протокол |            |

| Жозі Бартель, Люксембург Глядачів: 2 876 Арбітр: Александрс Голубевс (Латвія) |

| 15 листопада 2018 20:45 |

| Сан-Марино | 0 – 1    | Молдова      |
| ---------- | -------- | ------------ |
|            | Протокол | Дамашкан 78' |

| Сан-Марино Стедіум, Серравалле Глядачів: 747 Арбітр: Георгіос Комініс (Греція) |

| 15 листопада 2018 20:45 |

| Люксембург | 0 – 2    | Білорусь        |
| ---------- | -------- | --------------- |
|            | Протокол | Драгун 37', 54' |

| Жозі Бартель, Люксембург Глядачів: 4 533 Арбітр: Сердар Гезюбююк (Нідерланди) |

| 18 листопада 2018 18:00 (19:00 UTC+2) |

| Молдова            | 1 – 1    | Люксембург |
| ------------------ | -------- | ---------- |
| Гинсарі 58' (пен.) | Протокол | Бенсі 70'  |

| Зімбру, Кишинів Глядачів: 4 642 Арбітр: Адріен Жаккоттет (Швейцарія) |

| 18 листопада 2018 18:00 |

| Сан-Марино | 0 – 2    | Білорусь             |
| ---------- | -------- | -------------------- |
|            | Протокол | Драгун 8' Сарока 52' |

| Сан-Марино Стедіум, Серравалле Глядачів: 736 Арбітр: Гіоргі Круашвілі (Грузія) |

### Група 3
| Поз | Команда           | І | В | Н | П | ГЗ | ГП | РГ  | О  | Підвищення     |     | Косово | Азербайджан | Фарерські острови | Мальта |
| --- | ----------------- | - | - | - | - | -- | -- | --- | -- | -------------- | --- | ------ | ----------- | ----------------- | ------ |
| 1   | Косово            | 6 | 4 | 2 | 0 | 15 | 2  | +13 | 14 | Вихід у Лігу C |     | —      | 4–0         | 2–0               | 3–1    |
| 2   | Азербайджан       | 6 | 2 | 3 | 1 | 7  | 6  | +1  | 9  | Вихід у Лігу C |     | 0–0    | —           | 2–0               | 1–1    |
| 3   | Фарерські острови | 6 | 1 | 2 | 3 | 5  | 10 | −5  | 5  |                |     | 1–1    | 0–3         | —                 | 3–1    |
| 4   | Мальта            | 6 | 0 | 3 | 3 | 5  | 14 | −9  | 3  |                | 0–5 | 1–1    | 1–1         | —                 |        |

| 7 вересня 2018 18:00 (20:00 UTC+4) |

| Азербайджан | 0 – 0    | Косово |
| ----------- | -------- | ------ |
|             | Протокол |        |

| Олімпійський, Баку Глядачів: 19 500 Арбітр: Ола Хоббер Нільсен (Норвегія) |

| 7 вересня 2018 20:45 (19:45 UTC+1) |

| Фарерські острови                      | 3 – 1    | Мальта     |
| -------------------------------------- | -------- | ---------- |
| Едмундссон 31' Йоенсен 38' Ханссон 52' | Протокол | Міфсуд 42' |

| Торсволлюр, Торсгавн Глядачів: 3 234 Арбітр: Вілле Невалайнен (Фінляндія) |

| 10 вересня 2018 20:45 |

| Косово               | 2 – 0    | Фарерські острови |
| -------------------- | -------- | ----------------- |
| Зенелі 50' Нухіу 55' | Протокол |                   |

| Фаділь Вокрі, Приштина Глядачів: 12 677 Арбітр: Барт Вертентен (Бельгія) |

| 10 вересня 2018 20:45 |

| Мальта           | 1 – 1    | Азербайджан   |
| ---------------- | -------- | ------------- |
| Агіус 10' (пен.) | Протокол | Халілзаде 26' |

| Національний, Та-Калі Глядачів: 4 500 Арбітр: Никола Дабанович (Чорногорія) |

| 11 жовтня 2018 20:45 (19:45 UTC+1) |

| Фарерські острови | 0 – 3    | Азербайджан                         |
| ----------------- | -------- | ----------------------------------- |
|                   | Протокол | Алмейда 28', 86' (пен.) Назаров 67' |

| Торсволлюр, Торсгавн Глядачів: 2 820 Арбітр: Олексій Єськов (Росія) |

| 11 жовтня 2018 20:45 |

| Косово                      | 3 – 1    | Мальта    |
| --------------------------- | -------- | --------- |
| Кололлі 30', 81' Мурікі 68' | Протокол | Агіус 51' |

| Фаділь Вокрі, Приштина Глядачів: 12 365 Арбітр: Тамаш Богнар (Угорщина) |

| 14 жовтня 2018 18:00 (20:00 UTC+4) |

| Азербайджан   | 1 – 1    | Мальта     |
| ------------- | -------- | ---------- |
| Абдуллаєв 53' | Протокол | Мускат 37' |

| Олімпійський, Баку Глядачів: 16 200 Арбітр: Іван Бебек (Хорватія) |

| 14 жовтня 2018 18:00 (17:00 UTC+1) |

| Фарерські острови | 1 – 1    | Косово    |
| ----------------- | -------- | --------- |
| Йоенсен 50'       | Протокол | Рашица 9' |

| Торсволлюр, Торсгавн Глядачів: 2 300 Арбітр: Мирослав Зелінка (Чехія) |

| 17 листопада 2018 18:00 (21:00 UTC+4) |

| Азербайджан             | 2 – 0    | Фарерські острови |
| ----------------------- | -------- | ----------------- |
| Назаров 18' Мадатов 28' | Протокол |                   |

| Олімпійський, Баку Глядачів: 12 653 Арбітр: Деметріос Масіас (Кіпр) |

| 17 листопада 2018 18:00 |

| Мальта | 0 – 5    | Косово                                            |
| ------ | -------- | ------------------------------------------------- |
|        | Протокол | Мурікі 15' Кололлі 70' Авдіяй 78', 80' Рашица 86' |

| Національний, Та-Калі Глядачів: 2 115 Арбітр: Бартош Франковскі (Польща) |

| 20 листопада 2018 20:45 |

| Косово                           | 4 – 0    | Азербайджан |
| -------------------------------- | -------- | ----------- |
| Зенелі 2', 50', 76' Ррахмані 61' | Протокол |             |

| Фаділь Вокрі, Приштина Глядачів: 12 532 Арбітр: Бенуа Мілло (Франція) |

| 20 листопада 2018 20:45 |

| Мальта      | 1 – 1    | Фарерські острови |
| ----------- | -------- | ----------------- |
| Корбалан 4' | Протокол | Йоенсен 3'        |

| Національний, Та-Калі Глядачів: 2 152 Арбітр: Віталій Мешков (Росія) |

### Група 4
| Поз | Команда            | І | В | Н | П | ГЗ | ГП | РГ  | О  | Підвищення     |     | Північна Македонія | Вірменія | Гібралтар | Ліхтенштейн |
| --- | ------------------ | - | - | - | - | -- | -- | --- | -- | -------------- | --- | ------------------ | -------- | --------- | ----------- |
| 1   | Північна Македонія | 6 | 5 | 0 | 1 | 14 | 5  | +9  | 15 | Вихід у Лігу C |     | —                  | 2–0      | 4–0       | 4–1         |
| 2   | Вірменія           | 6 | 3 | 1 | 2 | 14 | 8  | +6  | 10 | Вихід у Лігу C |     | 4–0                | —        | 0–1       | 2–1         |
| 3   | Гібралтар          | 6 | 2 | 0 | 4 | 5  | 15 | −10 | 6  |                |     | 0–2                | 2–6      | —         | 2–1         |
| 4   | Ліхтенштейн        | 6 | 1 | 1 | 4 | 7  | 12 | −5  | 4  |                | 0–2 | 2–2                | 2–0      | —         |             |

| 6 вересня 2018 18:00 (20:00 UTC+4) |

| Вірменія                  | 2 – 1    | Ліхтенштейн    |
| ------------------------- | -------- | -------------- |
| Піззеллі 30' Барсегян 76' | Протокол | Вольфінгер 33' |

| Республіканський стадіон імені Вазгена Саркісяна, Єреван Глядачів: 5 132 Арбітр: Енеа Йоржи (Албанія) |

| 6 вересня 2018 20:45 |

| Гібралтар | 0 – 2    | Північна Македонія           |
| --------- | -------- | ---------------------------- |
|           | Протокол | Тричковський 19' Аліоскі 35' |

| Вікторія, Гібралтар Глядачів: 1 850 Арбітр: Йенс Маае (Данія) |

| 9 вересня 2018 18:00 |

| Північна Македонія            | 2 – 0    | Вірменія |
| ----------------------------- | -------- | -------- |
| Аліоскі 14' (пен.) Пандев 59' | Протокол |          |

| Філіпп II Македонський, Скоп'є Глядачів: 4 730 Арбітр: Мануель Шюттенгрубер (Австрія) |

| 9 вересня 2018 20:45 |

| Ліхтенштейн             | 2 – 0    | Гібралтар |
| ----------------------- | -------- | --------- |
| Саланович 32' Візер 72' | Протокол |           |

| Райнпарк, Вадуц Глядачів: 1 110 Арбітр: Алан Маріо Сант (Мальта) |

| 13 жовтня 2018 18:00 (20:00 UTC+4) |

| Вірменія | 0 – 1    | Гібралтар              |
| -------- | -------- | ---------------------- |
|          | Протокол | Д. Чиполіна 50' (пен.) |

| Республіканський стадіон імені Вазгена Саркісяна, Єреван Глядачів: 14 986 Арбітр: Федаї Сан (Швейцарія) |

| 13 жовтня 2018 20:45 |

| Північна Македонія                           | 4 – 1    | Ліхтенштейн |
| -------------------------------------------- | -------- | ----------- |
| Трайковський 10', 30' Пандев 36' Аліоскі 67' | Протокол | Їлдиз 37'   |

| Філіпп II Македонський, Скоп'є Глядачів: 8 100 Арбітр: Рой Райншрайбер (Ізраїль) |

| 16 жовтня 2018 18:00 (20:00 UTC+4) |

| Вірменія                                             | 4 – 0    | Північна Македонія |
| ---------------------------------------------------- | -------- | ------------------ |
| Піззеллі 12' Мовсісян 67' Казарян 81' Мхітарян 90+4' | Протокол |                    |

| Республіканський стадіон імені Вазгена Саркісяна, Єреван Глядачів: 14 986 Арбітр: Мартін Стрембергссон (Швеція) |

| 16 жовтня 2018 20:45 |

| Гібралтар                   | 2 – 1    | Ліхтенштейн   |
| --------------------------- | -------- | ------------- |
| Кабрера 61' Д. Чиполіна 66' | Протокол | Саланович 15' |

| Вікторія, Гібралтар Глядачів: 2 000 Арбітр: Васіліс Дімітру (Кіпр) |

| 16 листопада 2018 20:45 |

| Гібралтар               | 2 – 6    | Вірменія                                                 |
| ----------------------- | -------- | -------------------------------------------------------- |
| Де Барр 10' Прістлі 78' | Протокол | Мовсісян 27', 48', 52', 54' Карташян 66' Карапетян 90+4' |

| Вікторія, Гібралтар Глядачів: 1 955 Арбітр: Каі Ерік Стін (Норвегія) |

| 16 листопада 2018 20:45 |

| Ліхтенштейн | 0 – 2    | Північна Македонія          |
| ----------- | -------- | --------------------------- |
|             | Протокол | Барді 53' Несторовскі 90+1' |

| Райнпарк, Вадуц Глядачів: 2 116 Арбітр: Петр Арделеану (Чехія) |

| 19 листопада 2018 20:45 |

| Північна Македонія                                | 4 – 0    | Гібралтар |
| ------------------------------------------------- | -------- | --------- |
| Барді 27' Несторовскі 67', 80' Трайковський 90+2' | Протокол |           |

| Філіпп II Македонський, Скоп'є Глядачів: 2 152 Арбітр: Даніяр Сакхі (Казахстан) |

| 19 листопада 2018 20:45 |

| Ліхтенштейн           | 2 – 2    | Вірменія                |
| --------------------- | -------- | ----------------------- |
| Бюхель 44' Гаслер 47' | Протокол | Адамян 9' Карапетян 85' |

| Райнпарк, Вадуц Глядачів: 1 166 Арбітр: Алаін Дюрю (Люксембург) |

## Рейтинг третіх команд
| Поз | Груп | Команда           | І | В | Н | П | ГЗ | ГП | РГ  | О | Підвищення     |
| --- | ---- | ----------------- | - | - | - | - | -- | -- | --- | - | -------------- |
| 1   | D2   | Молдова           | 6 | 2 | 3 | 1 | 4  | 5  | −1  | 9 | Вихід у Лігу C |
| 2   | D4   | Гібралтар         | 6 | 2 | 0 | 4 | 5  | 15 | −10 | 6 |                |
| 3   | D3   | Фарерські острови | 6 | 1 | 2 | 3 | 5  | 10 | −5  | 5 |                |
| 4   | D1   | Латвія            | 6 | 0 | 4 | 2 | 2  | 6  | −4  | 4 |                |

## Загальний рейтинг
16 команд Ліги D були розміщені з 40-го до 55-го місця в загальному рейтингу Ліги націй УЄФА 2018—2019 відповідно до наступних правил:
- Команди, що фінішували першими в своїх групах, розміщені з 40-го по 43-є місце відповідно до результатів групового етапу.
- Команди, що фінішували другими в своїх групах, розміщені з 44-го по 47-е місце відповідно до результатів групового етапу.
- Команди, що фінішували третіми в своїх групах, розміщені з 48-го по 51-е місце відповідно до результатів групового етапу.
- Команди, що фінішували четвертими в своїх групах, розміщені з 52-го по 55-е місце відповідно до результатів групового етапу.

| М  | Груп | Команда            | І | В | Н | П | ГЗ | ГП | РГ  | О  |
| -- | ---- | ------------------ | - | - | - | - | -- | -- | --- | -- |
| 40 | D1   | Грузія             | 6 | 5 | 1 | 0 | 12 | 2  | +10 | 16 |
| 41 | D4   | Північна Македонія | 6 | 5 | 0 | 1 | 14 | 5  | +9  | 15 |
| 42 | D3   | Косово             | 6 | 4 | 2 | 0 | 15 | 2  | +13 | 14 |
| 43 | D2   | Білорусь           | 6 | 4 | 2 | 0 | 10 | 0  | +10 | 14 |
|    |      |                    |   |   |   |   |    |    |     |    |
| 44 | D2   | Люксембург         | 6 | 3 | 1 | 2 | 11 | 4  | +7  | 10 |
| 45 | D4   | Вірменія           | 6 | 3 | 1 | 2 | 14 | 8  | +6  | 10 |
| 46 | D3   | Азербайджан        | 6 | 2 | 3 | 1 | 7  | 6  | +1  | 9  |
| 47 | D1   | Казахстан          | 6 | 1 | 3 | 2 | 8  | 7  | +1  | 6  |
|    |      |                    |   |   |   |   |    |    |     |    |
| 48 | D2   | Молдова            | 6 | 2 | 3 | 1 | 4  | 5  | −1  | 9  |
| 49 | D4   | Гібралтар          | 6 | 2 | 0 | 4 | 5  | 15 | −10 | 6  |
| 50 | D3   | Фарерські острови  | 6 | 1 | 2 | 3 | 5  | 10 | −5  | 5  |
| 51 | D1   | Латвія             | 6 | 0 | 4 | 2 | 2  | 6  | −4  | 4  |
|    |      |                    |   |   |   |   |    |    |     |    |
| 52 | D4   | Ліхтенштейн        | 6 | 1 | 1 | 4 | 7  | 12 | −5  | 4  |
| 53 | D1   | Андорра            | 6 | 0 | 4 | 2 | 2  | 9  | −7  | 4  |
| 54 | D3   | Мальта             | 6 | 0 | 3 | 3 | 5  | 14 | −9  | 3  |
| 55 | D2   | Сан-Марино         | 6 | 0 | 0 | 6 | 0  | 16 | −16 | 0  |

## Плей-оф кваліфікації
Чотири кращі команди Ліги D відповідно до загального рейтингу, які не кваліфікувалися на Чемпіонат Європи з футболу 2020 через груповий етап, будуть змагатися в плей-оф, переможці якого кваліфікуються на фінальний турнір. Якщо в Лізі D залишилося менше чотирьох команд, які не кваліфікувалися напряму, то вільні місця переходять до команд з іншої ліги відповідно до загального рейтингу.
| М     | Команда            |
| ----- | ------------------ |
| 40 GW | Грузія             |
| 41 GW | Північна Македонія |
| 42 GW | Косово             |
| 43 GW | Білорусь           |
| 44    | Люксембург         |
| 45    | Вірменія           |
| 46    | Азербайджан[H]     |
| 47    | Казахстан          |
| 48    | Молдова            |
| 49    | Гібралтар          |
| 50    | Фарерські острови  |
| 51    | Латвія             |
| 52    | Ліхтенштейн        |
| 53    | Андорра            |
| 54    | Мальта             |
| 55    | Сан-Марино         |

Ключ
1. GW Переможець групи Ліги націй
2. H Країна-господар Євро-2020
3. Команда вийшла до плей-оф
4. Команда кваліфікувалася напряму

## Позначки
1. ↑  CET (UTC+1) для матчів у листопаді 2018 року, і CEST (UTC+2) для всіх інших.
2. ↑  Матч Андорра - Грузія, який був запланований на 16 листопада 2018, був перенесений на день раніше на такий самий час для забезпечення однакового часу на відпочинок між матчами.[21]